# New Zealand Democrats for Social Credit
Die New Zealand Democratic Party for Social Credit war eine dem linken Spektrum zugeordnete Partei in Neuseeland.
Sie vertritt die ökonomische Theorie des Social Credit, die in den 1920er Jahren von Clifford Hugh Douglas entwickelt wurde. Ursprünglich 1953 als Social Credit Political League gegründet, wurde sie zur ersten großen Herausforderung des etablierten Zweiparteiensystems in Neuseeland. Verkürzt Social Credit genannt, erreichte die Partei 1966, 1978 und 1981 signifikante Zustimmung und in 1981 einen Stimmenanteil von knapp 21 % bei den Parlamentswahlen.

## Geschichte
Die Bewegung, die aus Douglas' Theorien weltweit in englischsprachigen Ländern entstand, hatte auch Neuseeland erfasst, als sich in den 1930ern die Social Credit Association gründete. Gab es 1943 noch Diskussionen, ob sich die Bewegung als eine Partei formieren sollte, wurde spätestens im März 1953 mit der Gründung der Social Credit Political League der Schritt in Richtung Partei vollzogen.
Der erste Parteivorsitzende wurde der Wilfrid Owen, ein Geschäftsmann aus Christchurch, der 1954 die neu gegründete Partei über mit in 79 Wahlkreisen aufgestellten Kandidaten in die Parlamentswahl führte. Unter Owens Führung vertrat die Partei, die Errichtung einer Währungsbehörde, um ein Gleichgewicht zwischen Produktion und Einkommen zu gewährleisten. Auch der Abbau von Bürokratie, die Förderung der Landwirtschaft und eine Verbesserung des Gesundheitssystems standen auf dem Programm. Bedingt durch das damalige Mehrheitswahlsystem, konnten die League trotz eines mit 11,1 % der Stimmen beachtlich errungenen Wahlerfolgs, keinen der Parlamentssitze durch Direktwahl erreichen.
Im Mai 1960 übernahm P. H. Matthews die Führung der Partei und forderte neben einem Bill of Rights, u. a. die Macht des Staates einzugrenzen. Nach zwei  erfolglosen Wahlen, gewann schließlich Vern Cracknell 1966 den früheren Wahlbezirk Hobson und setzte sich damit gegen den Kandidaten der National Party durch.
1972 wurde Bruce Beetham, ein charismatischer junger Mann aus New Plymouth, Vorsitzender der Partei und schaffte es mit einer Neuausrichtung 1978 den Stimmenanteil bei den Parlamentswahlen wieder in den zweistelligen Bereich zu heben und ein Direktmandat zu gewinnen. Beetham positionierte seine League politisch zwischen die Labour Party und die National Party, in dem er den rechten Rand von Labour und den linken Rand von National ansprach und der Partei mehr liberalere Züge gab. Der Höhepunkt seines Erfolges und der seiner Partei kam 1981. 20,7 % der Stimmen und zwei Direktmandate kennzeichneten den Erfolg der Partei, die nun nach Wählerstimmen die drittstärkste Kraft in Lande war, machten aber gleichzeitig auch deutlich, wie ungerecht das Mehrheitswahlsystem Neuseelands zu dieser Zeit war. Nach dem Verhältniswahlrecht hätte der Social Credit Political League von den 92 Sitzen des House of Representatives eigentlich 19 Sitze zugestanden, durch die Direktwahl der Kandidaten so aber nur zwei Sitze bekommen. Vielleicht lässt sich dadurch auch erklären, wie der Absturz der Partei drei Jahre später auf 7,6 % erfolgen konnte, vielleicht hatte aber auch die Umbenennung der Partei einen Anteil daran.
1982 wurde der Name der Partei von Social Credit Political League in Social Credit Party geändert und nur drei Jahre später 1985 in New Zealand Democratic Party. Kurz vor der Parlamentswahl 2005 änderte die Partei ihre Bezeichnung erneut und nennt sich seitdem New Zealand Democrats for Social Credit und in Kurzform Democrats for Social Credit.
Seit 1987 hat die Partei bei den Parlamentswahlen keine Sitze mehr gewonnen und lag 2014 bei den Wahlen mit nur 1.730 Stimmen und einem Stimmenanteil von 0,07 % von 15 angetretenen Parteien weit abgeschlagen auf dem 12. Rang.

## Parlamentswahlen
Teilnahme an den Parlamentswahlen als Social Credit Political League
| General Election | Stimmen- anteil | Sitze |
| ---------------- | --------------- | ----- |
| 1954             | 11,1 %          | 0     |
| 1957             | 7,2 %           | 0     |
| 1960             | 8,6 %           | 0     |
| 1963             | 7,9 %           | 0     |
| 1966             | 14,5 %          | 1     |
| 1969             | 9,1 %           | 0     |
| 1972             | 6,7 %           | 0     |
| 1975             | 7,4 %           | 0     |
| 1978             | 16,1 %          | 1     |
| 1981             | 20,7 %          | 2     |
| 1984             | 7,6 %           | 2     |

Quelle: Electoral Commission New Zealand